# 임업

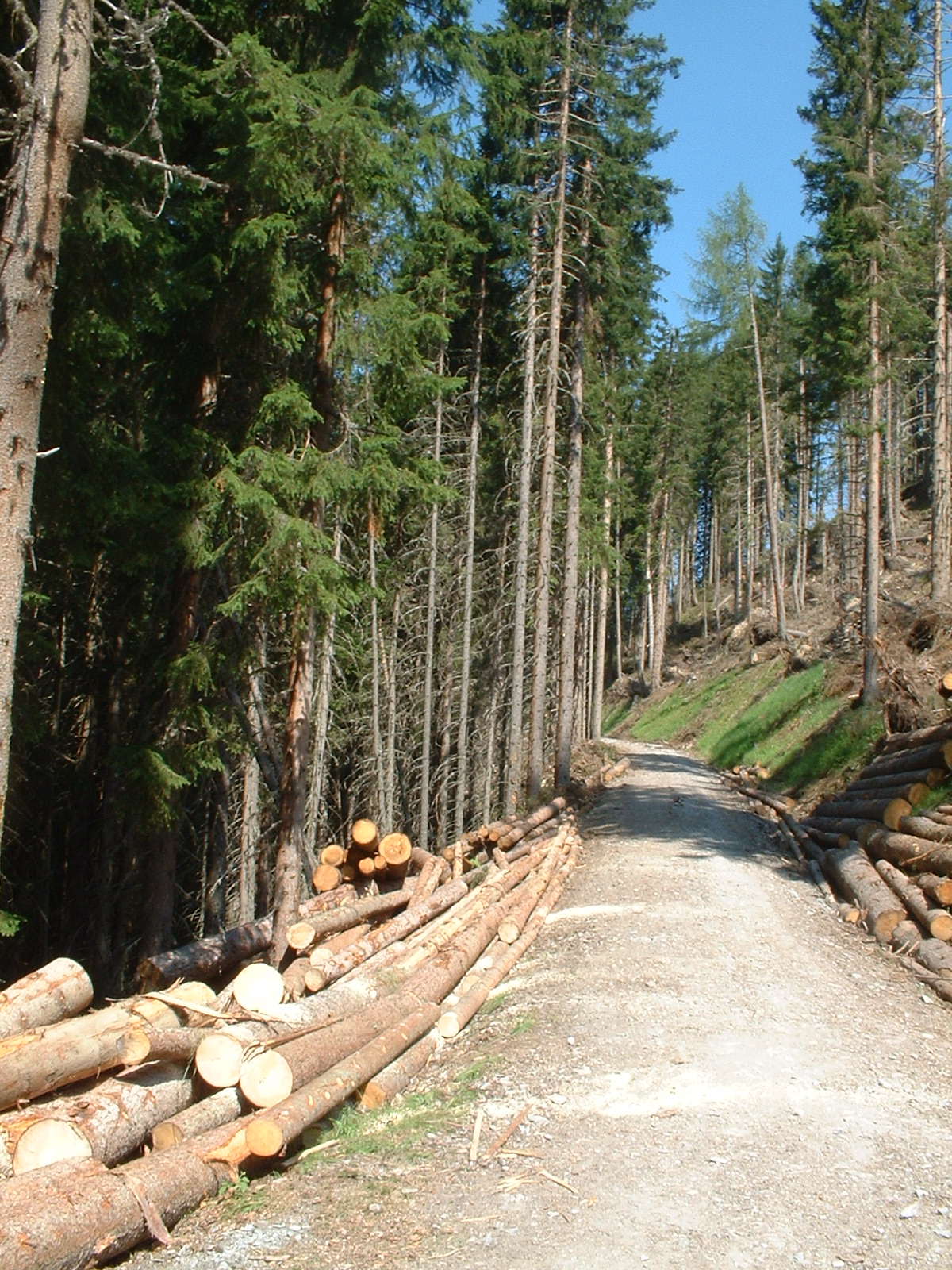
오스트리아의 임업

임업(林業, 문화어: 림업, forestry)은 삼림에서 주로 나무를 벌채하고 목재를 생산하는 산업이다. 이와 관련된 학문은 임학이라고 한다.
생산물은 목재 외에도 연료나 래커, 대나무, 표고버섯 등의 임산물 등도 포함한다. 제1차 산업의 하나이고 삼림 자원을 육성하거나 삼림이 가진 유용한 기능을 보관 또는 유지하는 역할도 담당하고 있다.

## 같이 보기
- 임학